# Gertrudis van Nijvel

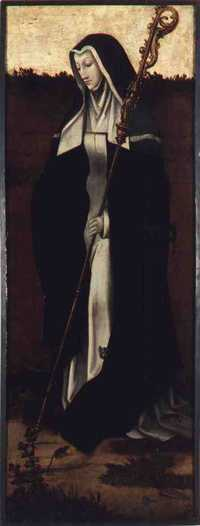
Gertrudis van Nijvel door een Vlaamse meester, rond 1530

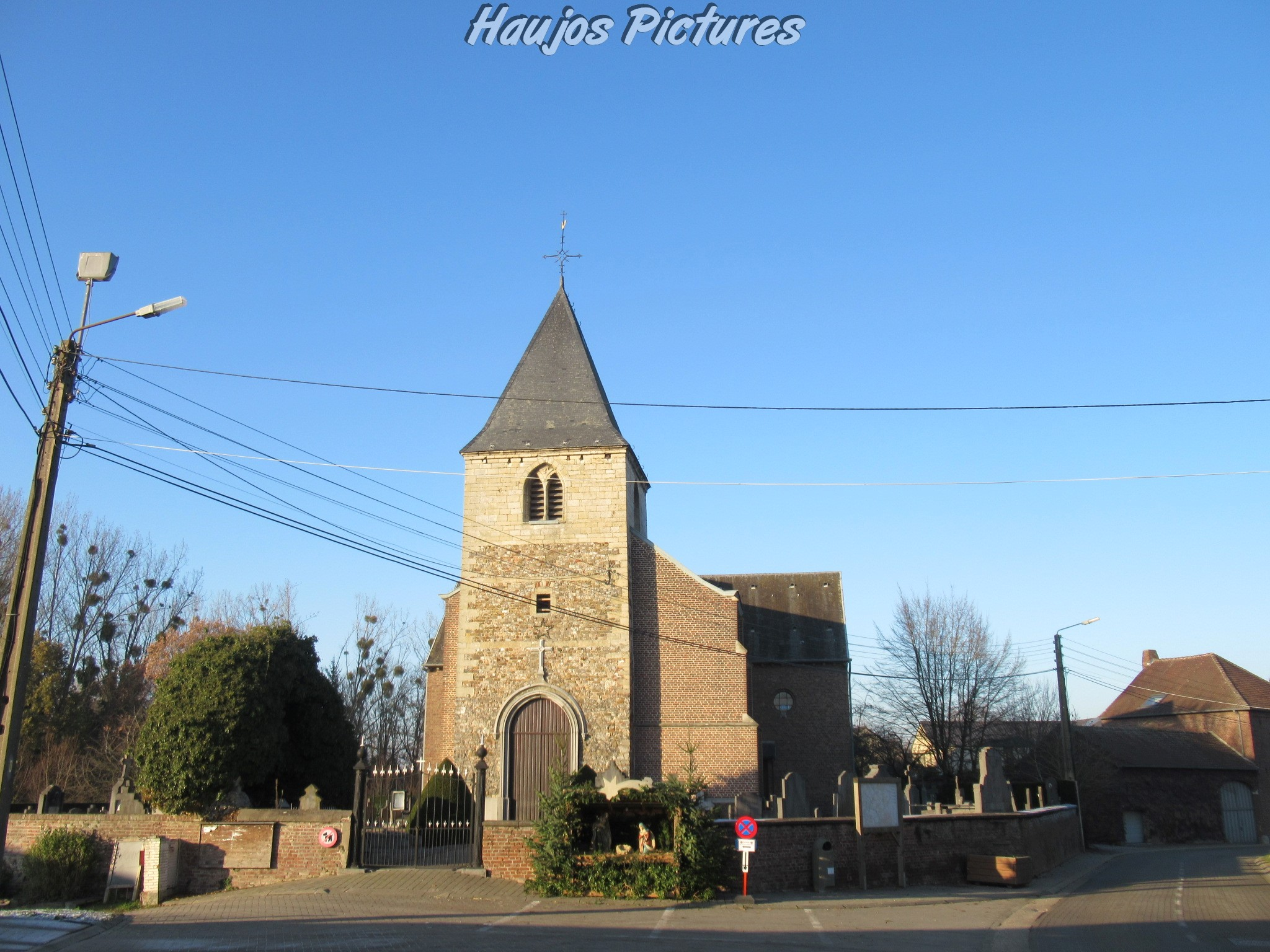
Sint-Gertudiskerk van Riksingen

Gertrudis van Nijvel (626, Landen - 17 maart 659, Nijvel), ook Geertrui of Gertrud, was een vroeg-middeleeuwse heilige en abdis. Ze is geboren in Landen (thans Vlaams-Brabant en overleed in Nijvel, nu Waals-Brabant), en groeide uit tot een van de belangrijke heiligen in het noorden van Gallië. Zij verbond de Pepiniden en later de Karolingen met het sacrale.
Gertrudis werd geboren als dochter van Pepijn van Landen, hofmeier van de koningen van Austrasië. Haar moeder was de heilige Ida van Nijvel en ze is een zuster van de heilige Begga.
Gertrudis genoot een zeer godvruchtige opvoeding. Reeds als jong meisje was ze van plan maagdelijkheid in dienst van God te stellen. Op een feest bij koning Dagobert vroeg een prins haar ten huwelijk, maar zij weigerde met de woorden: "Ik heb als bruidegom gekozen de eeuwige schoonheid die de oorsprong is van de schoonheid van alle schepselen. Hij die oneindig veel rijkdommen bezit en door de engelen wordt aanbeden."

## Gertrudis in Waals-Brabant
In 640 stichtte haar moeder, die inmiddels weduwe geworden was, de abdij van Nijvel, waar Gertrudis intrad en op 20-jarige leeftijd abdis werd. Haar heiligheid wordt als volgt verwoord: "Men zegt van haar dat ze ijverig was en voorzichtig en veel bewondering kreeg van de zusters. Ze bad veel en bracht dagen vastend door. Ook studeerde ze veel in de Heilige Schrift en liet daartoe boeken uit Rome komen. Overigens leefde zij in de grootste armoede en geeft alles wat ze heeft aan de armen, weduwen en wezen. Ook stichtte ze veel kerken ter ere van de heiligen. Toen ze eens in een door haarzelf gestichte kerk zat te bidden voor het altaar, daalde een vlam uit de hemel tot boven haar hoofd en verlichtte het hele kerkgebouw. Totaal verzwakt door het vele vasten en waken droeg ze de bediening van het ambt van abdis op 30-jarige leeftijd over aan haar nicht Wilfetrudis. Ze bereidde zich nu voor op de dood, maar bleef streng in het vasten en droeg altijd een stug boetekleed waarin ze ook begraven wilde worden. Daags voor haar sterven kondigde haar raadsman aan dat ze de volgende dag door de engelen Gods voor diens troon gebracht zal worden. Stralend van geluk bracht ze de hele nacht biddend en zingend door, en stierf toen, 33 jaar oud."
Haar feest wordt tegenwoordig gevierd op haar sterfdag 17 maart. Een relikwie van Gertrudis wordt bewaard in de Sint-Amanduskerk te Wezeren in Vlaams-Brabant.

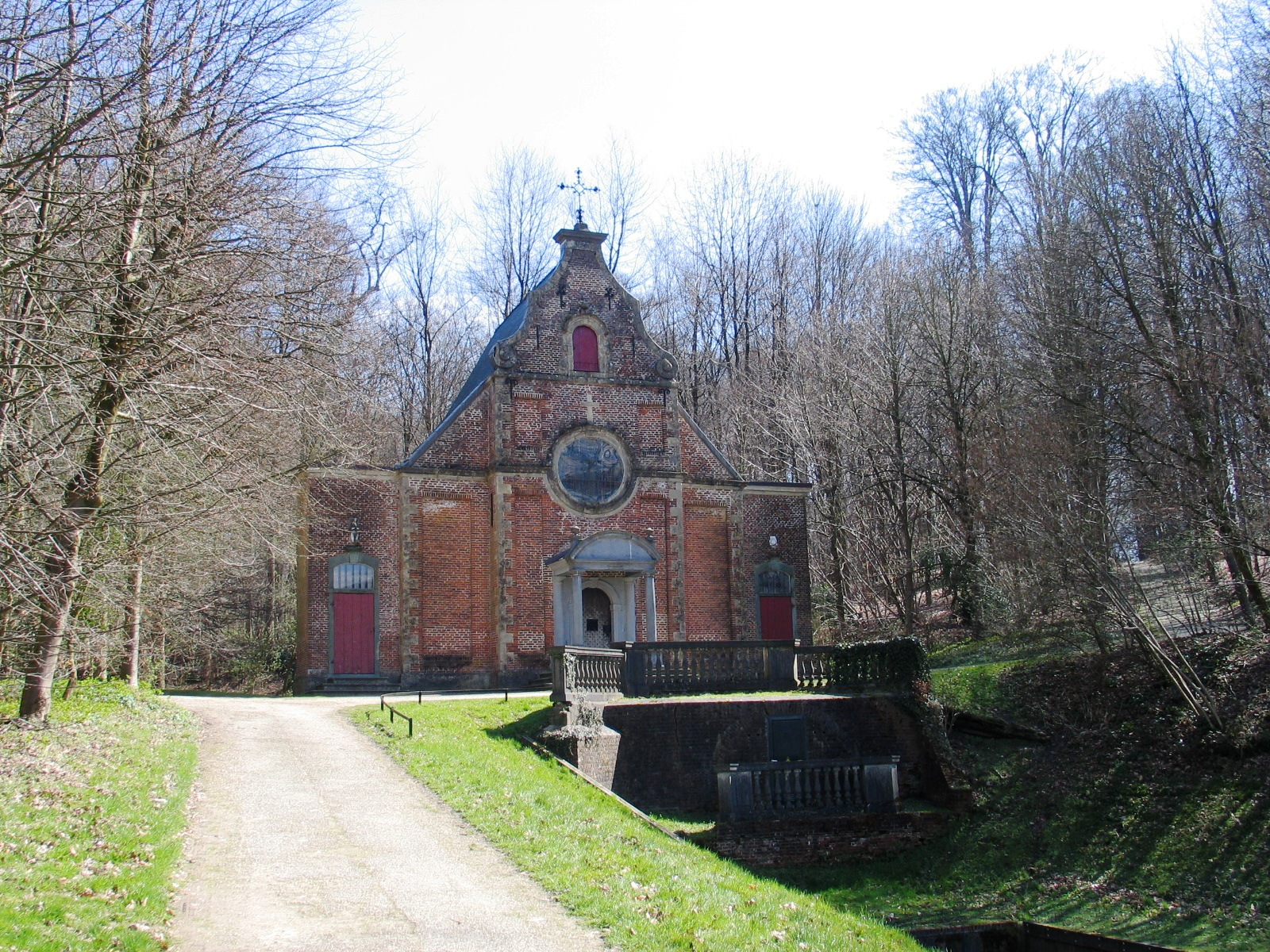
De Sint-Gertrudiskapel van het kasteel van Gaasbeek

Gertrudis van Nijvel, eikenhout, Zuid-Nederland ca. 1490, Catharijneconvent, Utrecht

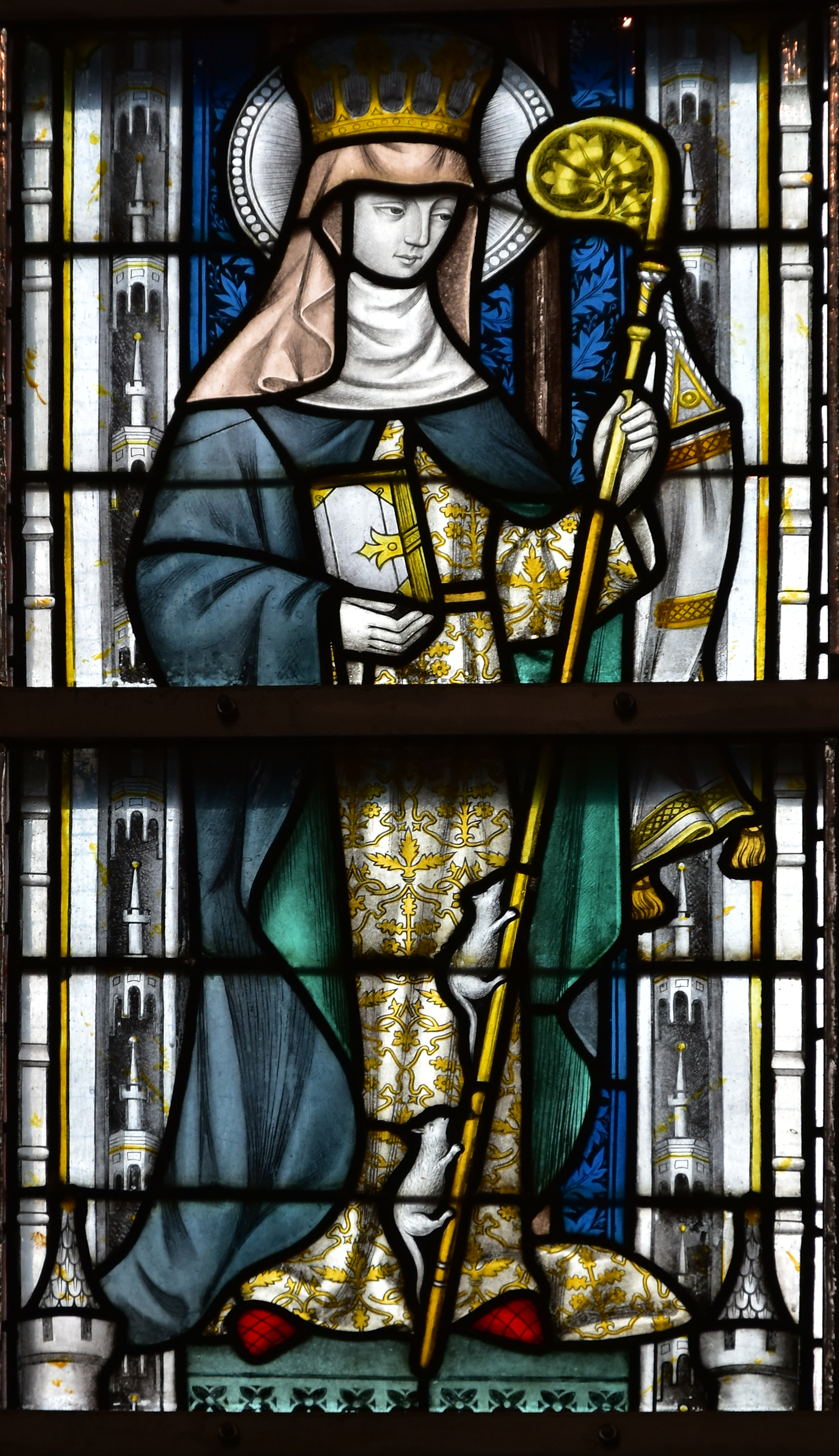
Gertrudis van Nijvel in de Sint-Martinusbasiliek te Halle

## Vernoemd
Zowel in België als in Nederland zijn heel wat kerken naar St. Gertrudis genoemd: zie Sint-Gertrudiskerk.
- Jaarlijks wordt op de sterfdag van St. Gertrudis een bedevaartstocht naar de kapel van de Sint-Gertrudiskerk in Bergen op Zoom gehouden. De glas-in-lood-vensters geven taferelen te zien uit het leven van Sint Gertrudis. Sedert eeuwen is zij de beschermvrouwe van Bergen op Zoom.
- Ook Geertruidenberg is naar haar genoemd.
- Het dorp Sint Geertruid in het uiterste zuiden van de Nederlandse provincie Limburg is genoemd naar Sint Gertrudis, waaraan tevens de Sint-Gertrudiskerk in dit dorp is gewijd.
- In het dorp Oirlo (gemeente Venray) staat ook een Heilige Gertrudiskerk.
- De gotische kerk van de Vlaams-Brabantse gemeente Ternat heet officieel Sint-Gertrudiskerk.
- In Leuven staat nabij de Mechelsestraat aan de Halfmaartstraat een Sint-Gertruikerk met ernaast delen van de voormalige Sint-Geertrui-abdij.
- Te Landen (België - Vlaams-Brabant) is de hoofdkerk toegewijd aan de Heilige Gertrudis.[1]
- In Oost-Vlaanderen treffen we de Sint-Gertrudiskerk (Wetteren) en de Sint-Gertrudiskerk (Wichelen) aan.
- In Wijlre in Zuid-Limburg is de Sint-Gertrudiskerk ook vernoemd naar en gewijd aan Gertrudis van Nijvel. Tijdens het 750-jarig bestaan van de parochie Wijlre in 2012/2013 werd er op 7, 8, en 9 september 2012 een muzikaal theaterspel opgevoerd met de titel Truuj, de Limburgse naam voor Gertrudis. Hierin werd het verhaal van Wijlre en van Gertrudis verteld.
- In Deventer bestond van 1472-1985 het Sint Geertruiden Gasthuis.
- De 13e-eeuwse Geertekerk in Utrecht is genoemd naar Sint-Gertrudis. Elk jaar wordt op haar naamdag de middeleeuwse klok Ghertrut door leden van het Utrechts Klokkenluiders (UKG) met de hand geluid. Na de Reformatie kwam de Geertekerk in handen van protestanten en verhuisde de rooms-katholieke Geerteparochie naar een aan Sint-Gertrudis gewijde schuilkerk. In 1723 ging deze parochie over naar de Oud-Katholieke Kerk. In 1914 verrees naast deze schuilkerk de oudkatholieke Sint-Gertrudiskathedraal. In 1924 bouwden de rooms-katholieken een Sint-Gertrudiskerk in de Utrechtse Rivierenwijk. Zo heeft Utrecht vier kerken die gewijd zijn aan of genoemd naar Geertruida van Nijvel.
- In het Brabantse dorp Heerle staat ook een Sint-Gertrudis van Nijvelkerk uit 1862, verbouwd in 1924, en in 2013 in gebruik genomen als multi-functioneel centrum (huisarts, dorpshuis en kerk) ten behoeve van het behoud van de leefbaarheid van de dorpskern Heerle (gemeente Roosendaal en Nispen).
- In Roosendaal staat de middelbare school het Gertrudis College.
- In het centrum van 's-Hertogenbosch is een straat met de naam Sint Geertruikerkhof. In de middeleeuwen was daar een klooster met een kerkhof.
- In Noord-Holland staat de Sint-Gertrudiskerk, in het kunstenaarsdorp Ruigoord.
- In Workum staat de Grote of Sint-Gertrudiskerk.
- In het Gooi wordt de naamdag van Sint Geertruidis (17 maart) gevierd als Erfgooiersdag.
- In Dendermonde - Vlassenbroek staat de Sint-Gertrudiskerk langs de dijk aan de Schelde en is het de kleinste parochie van het bisdom Gent. Het is ook een bedevaartsoord. Het kerkje bevat mooi gebeeldhouwde kunstwerken van zijn vroegere pastoor E.H. V.Stuyver.
- In Baard, Friesland - de Gertrudiskerk van de Hervormde Gemeente. Was ooit de Sint-Gertrudiskerk, maar na de reformatie mocht het geen Sint meer heten. Inmiddels een cultuurkerk, maar er worden nog steeds kerkdiensten gehouden. Verwijzing [1]
- Sinds 1276 (eerste vermelding) vindt een jaarlijkse Sint-Gertrudisommegang plaats in Nijvel. Ook daar staat een Sint-Gertrudiskerk.[2]

## Attributen
Gertrudis wordt vaak afgebeeld met een of meer van de volgende attributen: een abdijkerk, boetekleed, staf, drinkbeker, muizen en een kat. Dit laatste attribuut is ontleend aan een seculiere context en heeft zich sinds het einde van de jaren negentig vooral via het internet verbreid.

## Beschermheilige
Gertrudis werd onder meer aanroepen als beschermheilige door reizigers en pelgrims. Die dronken bij vertrek de 'Gertrudisminne' op een behouden reis.